# Национальный брендинг
Национальный брендинг — область знаний и практической деятельности, цель которой — измерять, выстраивать и управлять репутацией стран. Национальный брендинг тесно связан с понятием маркетинга мест (территориального маркетинга).
Национальный брендинг и имидж национального государства «с успешным перенесением этого имиджа вовне — это так же важно, как то, что они производят и продают».
Подробно исследовал тематику национального брендинга Саймон Анхольт, который осуществляет такие глобальные исследования, как Anholt-GfK Roper Nation Brands Index («Индекс национальных брендов») и Anholt-GfK Roper City Brands Index («Индекс брендов городов»). Также он является редактором академического журнала - Place Branding and Public Diplomacy («Брендинг мест и публичная дипломатия»).
Национальный брендинг практикуется многими государствами, в т.ч. такими как Канада, США, Франция, Великобритания, Япония, Китай, Южная Корея, ЮАР, Новая Зеландия и многие западноевропейские страны.

## Рейтинг национальных брендов The Anholt-GfK Roper Nation Brands Index

### Критерии
Рейтинг национальных брендов The Anholt-GfK Roper Nation Brands Index составляется по следующим критериям:
- Люди: измеряется мнение об уровне образования, квалификации рабочей силы, открытости и дружелюбия общества, а также другие качества, так же как воспринимаемый уровень возможного гостеприимства и враждебности.
- Власть: измеряется общественное мнение в отношении компетентности и законности власти каждого государства и описывается уровень доверия индивида в отношении правительства каждой из стран, так же как восприятие политики властей страны по таким глобальным вопросам как демократия, правосудие, бедность и окружающая среда.
- Экспорт: устанавливается сложившееся представление о товарах и услугах из каждой страны и пределы, в которых потребители целенаправленно ищут или избегают приобретение продуктов или пользование услугами из той или иной страны-поставщика.
- Туризм: фиксируется уровень интереса к посещению страны и привлекательность природных и культурных туристических достопримечательностей.[3][нет в источнике]
- Культура и наследие: показывается мировое восприятие культурного наследия каждой из стран и оценка современной культуры, включая кинематограф, музыку, изобразительное искусство, литературу, а также спорт.
- Инвестиции и иммиграция: определяется способность каждой страны привлекать людей для проживания, работы или учебы и показывается, как люди воспринимают социальную и экономическую ситуацию в каждой стране.[4][нет в источнике]

### Рейтинг национальных брендов (включая страны БРИКС)
| Топ-10                      | Место в 2017 году | Место в 2016 году | Место в 2015 году |
| --------------------------- | ----------------- | ----------------- | ----------------- |
| Германия                    | 1                 | 2                 | 2                 |
| Франция                     | 2                 | 5                 | 4                 |
| Великобритания              | 3                 | 3                 | 3                 |
| Канада                      | 4                 | 4                 | 5                 |
| Япония                      | 4                 | 7                 | 6                 |
| США                         | 6                 | 1                 | 1                 |
| Италия                      | 7                 | 6                 | 7                 |
| Швейцария                   | 8                 | 8                 | 8                 |
| Австралия                   | 9                 | 9                 | 9                 |
| Швеция                      | 10                | 10                | 10                |
| Бразилия                    |                   |                   |                   |
| Россия                      | 23                | 22                | 22                |
| Китай                       |                   |                   |                   |
| Индия                       |                   |                   |                   |
| Южно-Африканская Республика |                   |                   |                   |

### Россия в рейтингах The Anholt-GfK Roper Nation Brands Index
| Показатель              | Место в 2009 году | Место в 2008 году | Количество баллов в 2009 году |
| ----------------------- | ----------------- | ----------------- | ----------------------------- |
| Общий рейтинг           | 21                | 22                | 56,52                         |
| Экспорт                 | 13                | 17                | 57,23                         |
| Власть                  | 39                | 43                | 45,48                         |
| Культура                | 9                 | 7                 | 65,04                         |
| Люди                    | 27                | 31                | 58,01                         |
| Туризм                  | 21                | 22                | 64,61                         |
| Инвестиции и иммиграция | 24                | 25                | 48,75                         |

## Рейтинг национальных брендов Country Brand Index
Рекламное агентство FutureBrand публикует рейтинг национальных брендов (в 2010 проект осуществлен совместно с BBC World News). В рейтинг включены 102 страны. Цель исследования – измерить «нематериальные активы» страны, то, как страну воспринимают представители международного бизнеса, туристы, эксперты в области туризма и национального брендинга, лидеры общественного мнения. В рамках исследования опрошено 3400 деловых туристов и туристов с целью отдыха на пяти континентах, проведены фокус-группы с участием экспертов на предмет выявления ассоциаций, связанных с разными странами, по пяти категориям, включая туристическую привлекательность, качество жизни и систему ценностей.
| Топ-10         | Место в 2010 году |
| -------------- | ----------------- |
| Канада         | 1                 |
| Австралия      | 2                 |
| Новая Зеландия | 3                 |
| США            | 4                 |
| Швейцария      | 5                 |
| Япония         | 6                 |
| Франция        | 7                 |
| Финляндия      | 8                 |
| Великобритания | 9                 |
| Швеция         | 10                |

Наихудшие позиции в рейтинге заняли Зимбабве, Иран и Пакистан.